# 野尻站 (富山縣)
野尻站（日语：／ Nojiri eki */?）是位於富山縣東礪波郡福野町（現時：南礪市），加越能鐵道加越線的鐵路車站（廢站）。

## 歷史
- 1969年（昭和44年）4月1日：車站啟用[1]。
- 1972年（昭和47年）9月16日：加越線廢除，此站也被廢除[1]。

## 相鄰車站
加越能鐵道
加越線
本江－野尻－柴田屋

## 注腳
1. 1 2  今尾惠介《日本鐵道旅行地圖帳》6號北信越（新潮社、2008年）p.33

## 相關項目
- 日本鐵路車站列表 No